# Schwanensee

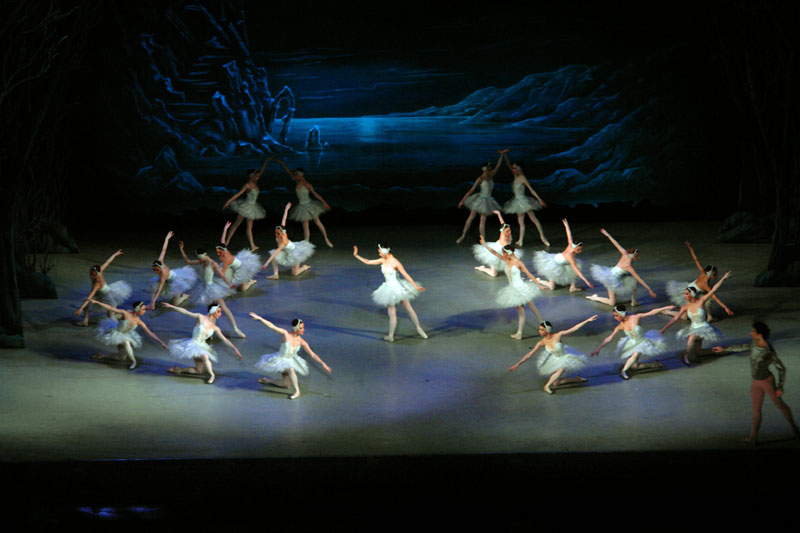
Nino Ananiaschwili und das Staatsballett von Georgien in Schwanensee, 2007

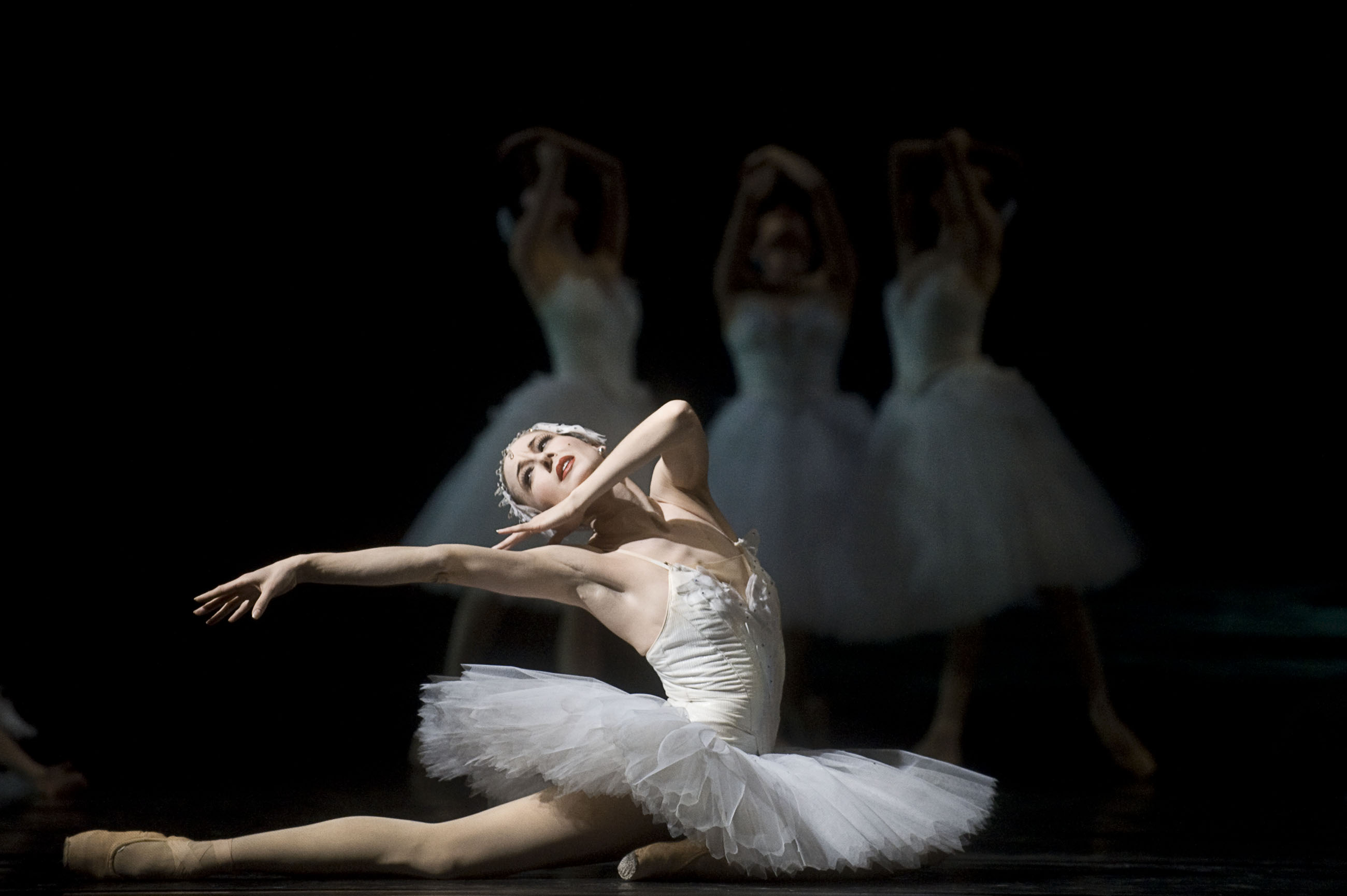
Nadja Sellrup in Schwanensee in der Königlichen Oper Stockholm, 2008

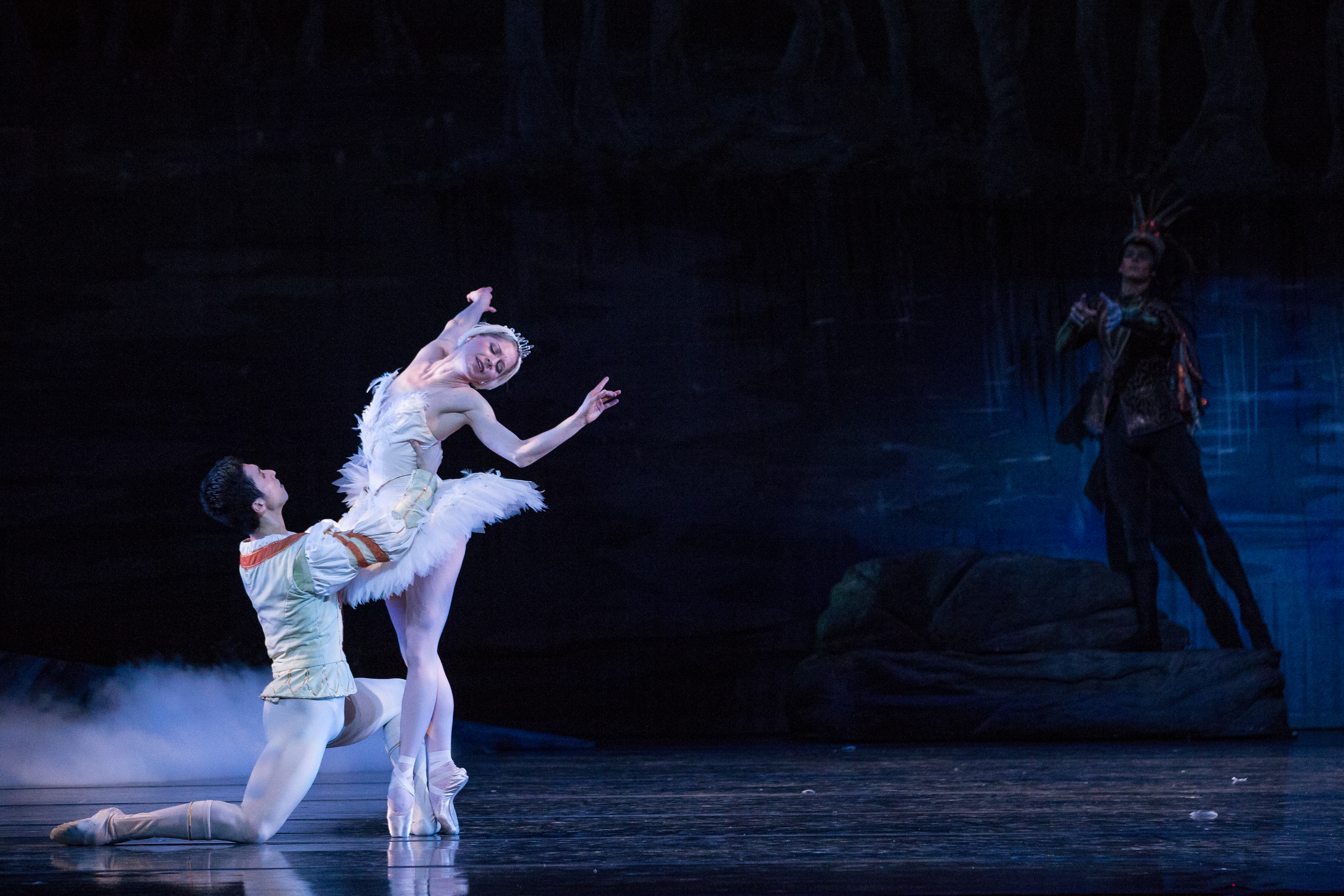
Szene aus dem 3. Akt mit Molly Wagner und Liang Fu als Odette und Prinz Siegfried, rechts der böse Rothbart (KC Ballet)

Schwanensee, op. 20 (russisch Лебединое озеро, Lebedinoje osero; französisch Le lac des cygnes; englisch Swan Lake), ist ein weltberühmtes Ballett zur Musik von Pjotr Iljitsch Tschaikowski, das seine Uraufführung im Jahr 1877 am Bolschoi-Theater in Moskau erlebte und zum Standardrepertoire klassischer Ballettkompanien gehört. Die bis heute maßgebliche Inszenierung fand am 17. Februar/15. Januar 1895 am Mariinski-Theater in Sankt Petersburg statt, mit einer neuen Choreografie von Marius Petipa und Lew Iwanow. Spätere Inszenierungen lehnten sich meist eng an diese Fassung an.

## Libretto

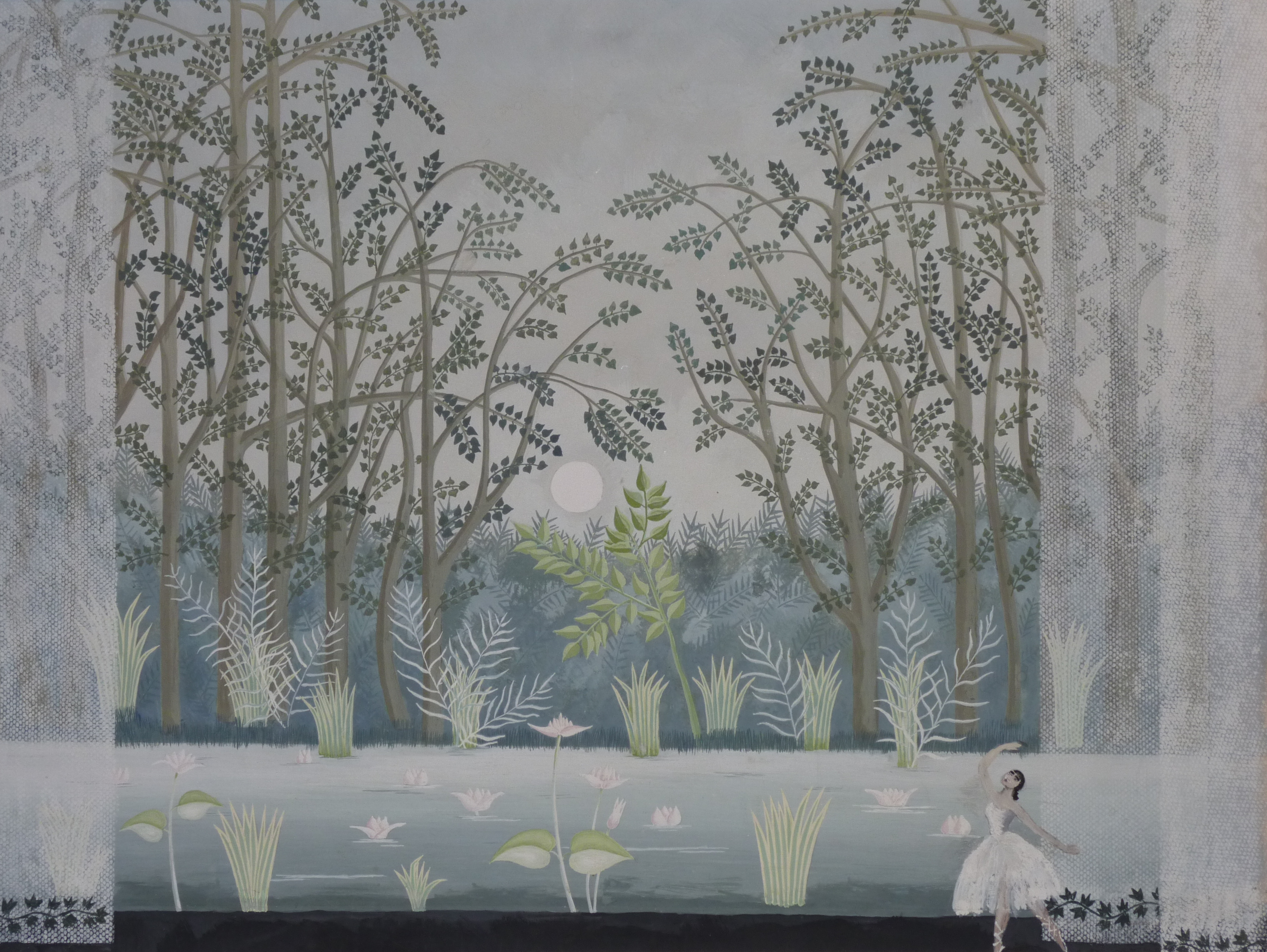
Bühnenbildentwurf von Helmut Jürgens für „Schwanensee“, Aufführung Bayer. Staatsoper München 1950

Das Libretto stammt von Wladimir Petrowitsch Begitschew und, möglicherweise, von dem Tänzer Wassili Fjodorowitsch Geltzer und entsprach ganz der Vorstellung des Komponisten Tschaikowski. Einige Forscher meinen, dass die Geschichte auch auf Tschaikowsky selber, den Choreografen Reisinger oder beide zurückgehen könnte. Im Libretto der Uraufführung von 1877 ist kein Autor angegeben.
Die Sage von der verzauberten Schwanenprinzessin, die nur durch wahre Liebe aus dem Bann des bösen Zauberers erlöst werden kann, ist bei vielen Völkern bekannt. In Schwanensee lassen sich häufige Motive zahlreicher Märchen nachweisen: Insbesondere die unglücklich verzauberte Prinzessin, die durch die Liebe eines Prinzen erlöst wird. Auch das unglückliche Ende des ursprünglichen Librettos ist ein bekanntes Märchenmotiv des Schwanenmädchens oder auch Schwanenjungfrau.
Im Unterschied zu anderen Formen des Märchentypus, wird Odette in der ursprünglichen Fassung des Librettos als gute Fee verstanden. Sie trägt eine Krone mit magischer Schutzfunktion, die sie von ihrem Großvater bekam. Dieser ist der Seekönig. Ihre Mutter sei ebenfalls eine gute Fee gewesen, ihr Vater ein Ritter (damit teilt Odette das Schicksal Melusines). Allerdings, so das Libretto, habe ihr Vater ihre Mutter zerstört und eine Zauberin geheiratet. Diese Stiefmutter plagte Odette so lange, bis sie an den See floh, der aus den Tränen ihres Großvaters entstanden war. Dort musste sie zum Schutz Schwanengestalt annehmen, denn die Stiefmutter verfolgt sie in Gestalt einer Eule. Diese Eule schickt auch einen Dämon in Gestalt eines Ritters namens Rotbart, dessen Tochter Odile der schönen Odette äußerlich exakt gleicht. Am Ende ergreift die Eule Odettes Krone und tötet diese dadurch. Odette und Siegfried versinken in den Wellen des Sees.
Diese komplizierte Handlung, die im Libretto mittels wörtlicher Rede vermittelt wird, wurde 1895 schließlich stark vereinfacht. Odettes Familientragödie wurde gestrichen, der auf der Bühne erscheinende Rotbart übernahm die Rolle von Stiefmutter und Vater. Nur wenige Kompanien wie das Ballett der Semperoper bedienen sich Motiven des ursprünglichen Librettos, ohne dass freilich je wieder eine exakte Rekonstruktion versucht wurde. Für das Ende wurden später verschiedene Versionen erfunden, mit zum Teil sehr unterschiedlichem Ausgang.

## Personen
(Odette und Odile werden von derselben Ballerina als Doppelrolle getanzt)

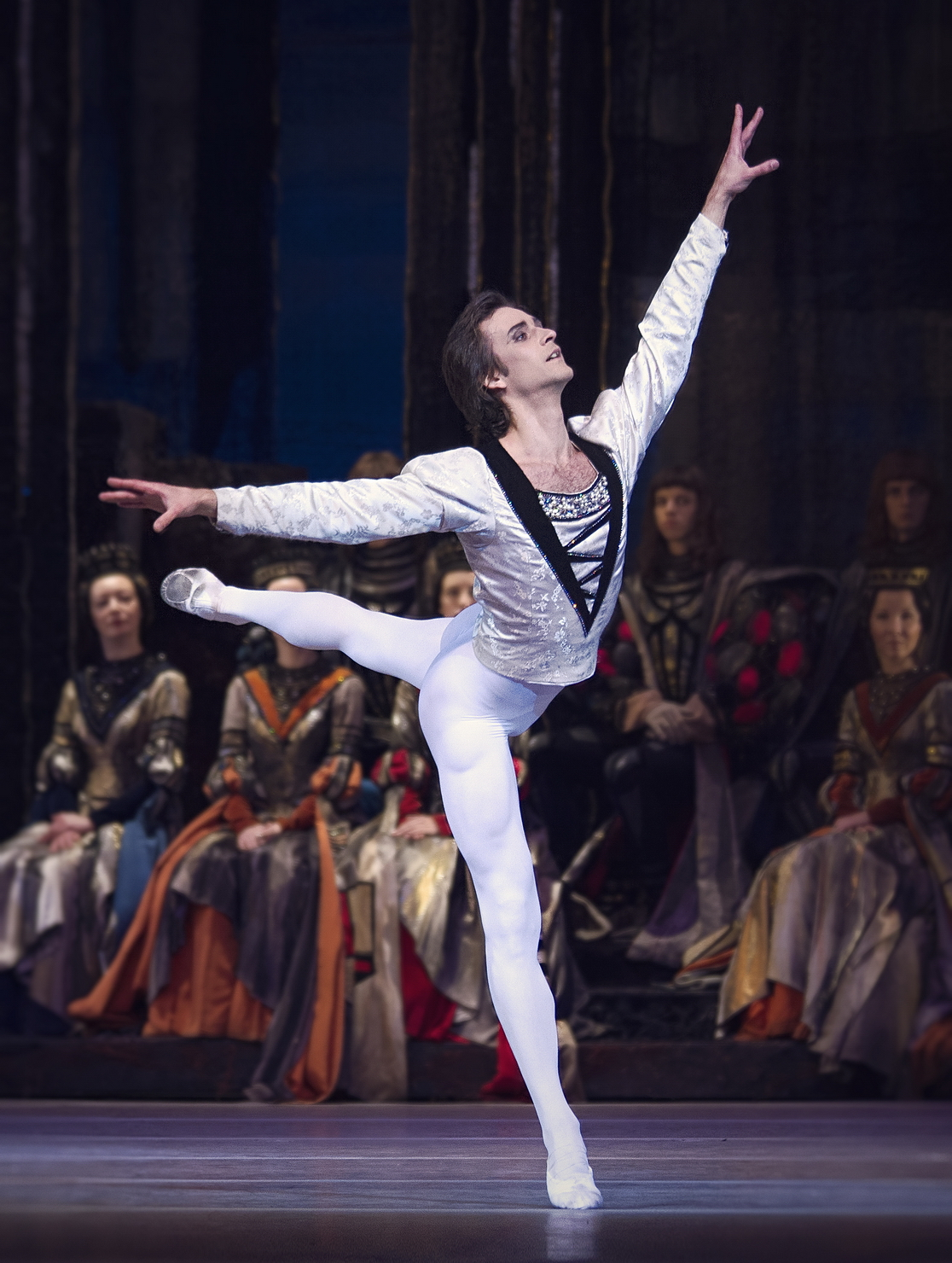
Ruslan Skvortsov als Siegfried in Schwanensee, 2011 (Bolschoi-Theater, Moskau)

- Odette, verzauberte Schwanenjungfrau, gute Fee
- Prinz Siegfried
- die Königin, Siegfrieds Mutter
- Benno, Freund von Siegfried
- Wolfgang, Erzieher des Prinzen
- von Rotbart, böser Dämon
- Odile, Verführerin, Tochter von Rotbart, Doppelgängerin von Odette

(Seit dem 20. Jahrhundert gibt es in manchen Produktionen auch die Figur des Hofnarren, ein Solotänzer)
Freunde des Prinzen, Höflinge, Dorfbewohner, Hochzeitsgäste, Prinzessinnen, große und kleine Schwäne u. a.

## Handlung
Im Folgenden wird die Handlung der uns heute geläufigen Ballettfassung dargestellt.

### 1. Akt
Im Schlosspark feiert Prinz Siegfried seinen 21. Geburtstag. Die Königsmutter kommt hinzu und wirft ihm zärtlich seine Unbeschwertheit vor. Sie erinnert ihn, dass am nächsten Tag ein Hofball stattfinden wird und er unter den teilnehmenden Gästen eine Braut wählen soll. Die Tänze werden fortgesetzt, bis der Prinz sich absondert und von einer unbestimmten Melancholie erfasst wird. Am Himmel sieht er weiße Schwäne vorüberziehen und er beschließt, mit seinen Freunden auf die Jagd zu gehen.

### 2. Akt

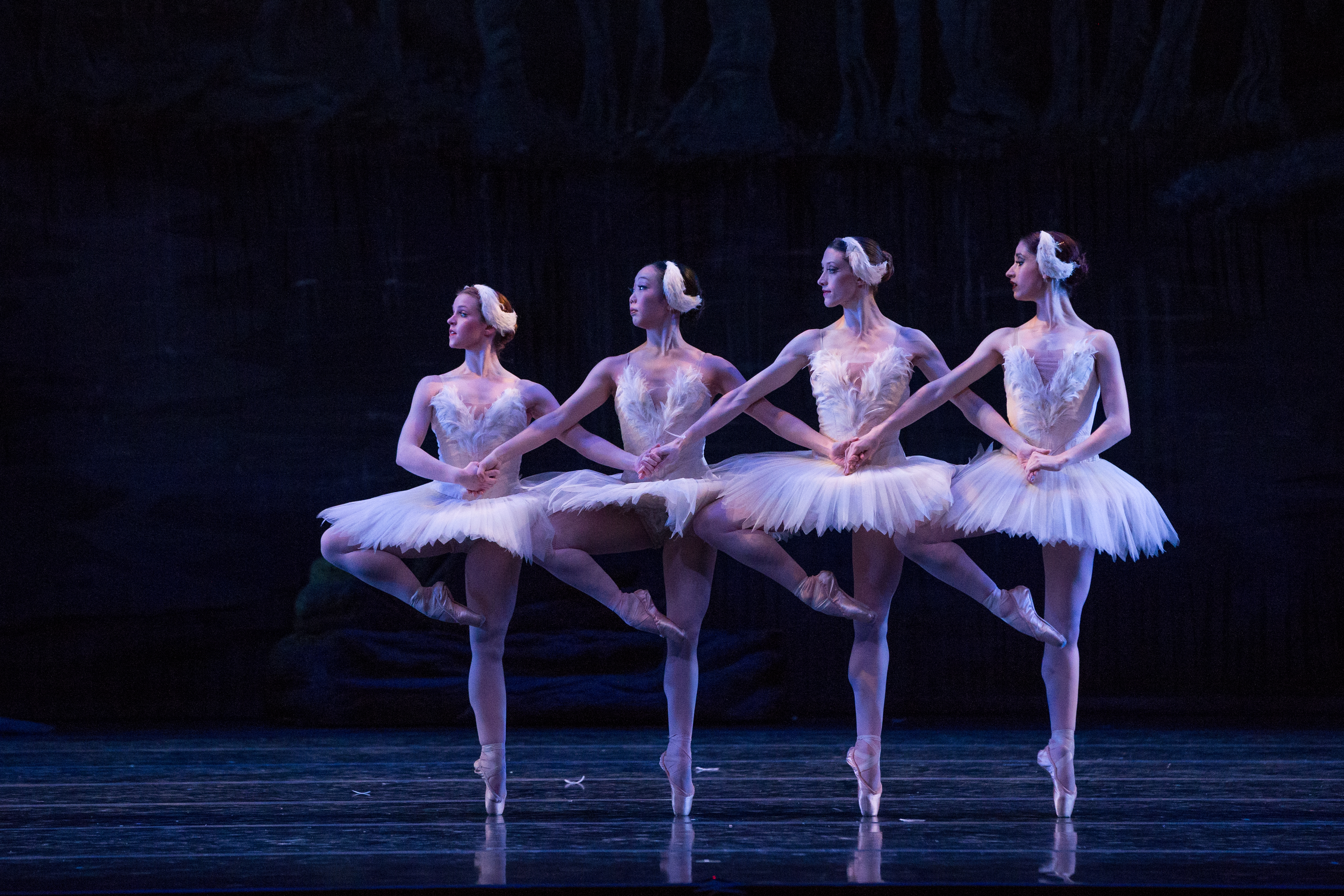
Tanz der kleinen Schwäne im 2. Akt von Schwanensee

Am Ufer des Schwanensees, in der Nähe des Schlosses, erscheint im Mondlicht, aus dem Wasser tretend, das wunderschöne Schwanenmädchen. Der Prinz kommt hinzu und will schon seine Armbrust anlegen, als das Schwanenmädchen als Schwanenkönigin vor ihn tritt. Die Königin erzählt Siegfried, sie sei Prinzessin Odette, die vom Zauberer Rotbart in einen Schwan verwandelt worden sei. Von diesem Zauber könne sie nur derjenige erlösen, der ihr ewige Liebe schwört. Siegfried, von ihrem Liebreiz überwältigt, schwört ihr ewige Liebe und Treue.
Die Verzauberung der Liebenden findet ein Echo in den Tänzen der Schwäne. Odette und der Prinz bemerken nicht, dass sie von Rotbart belauscht wurden. Die Liebenden verlassen die Lichtung.

### 3. Akt

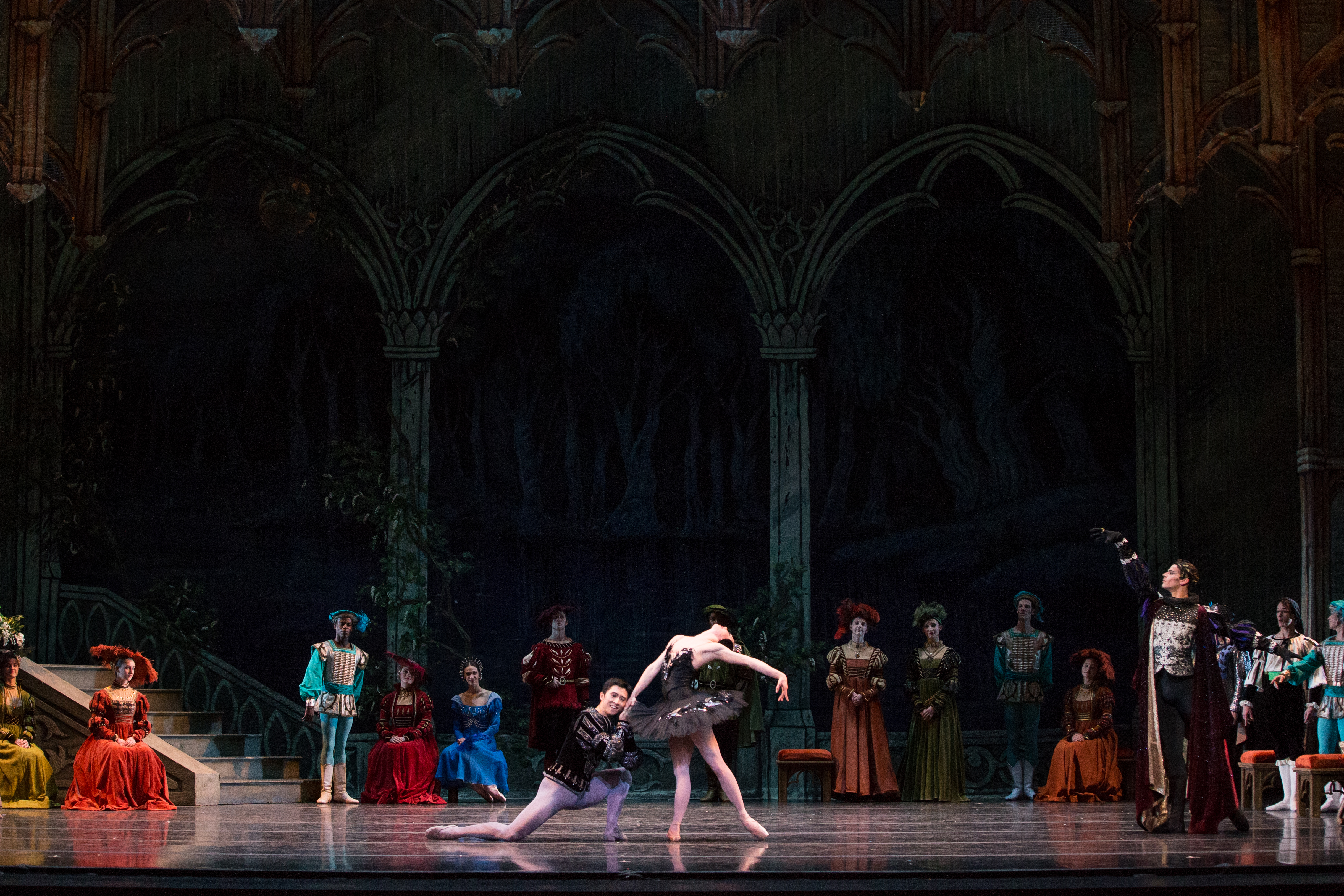
Pas de deux von Odile und Prinz Siegfried

Festball im Schloss am nächsten Tag. Prinz Siegfried soll seine Braut wählen. Der Prinz tanzt mit den jungen Bräuten aus verschiedenen Ländern, aber seine Gedanken sind nur bei Odette. Unerwartet wird ein edler unbekannter Gast gemeldet: Baron Rotbart mit seinem Geschöpf Odile, die Odettes verführerisches, negatives Ebenbild ist und in der Prinz Siegfried fasziniert seine geliebte Odette zu erkennen glaubt. Die Divertissements mit den Nationaltänzen werden fortgesetzt. Siegfried, nun vollends der bösen Faszination der „schwarzen Odette“ verfallen, hält um ihre Hand an und schwört auch ihr ewige Liebe und Treue. Triumphierend über den gelungenen Betrug verlassen Rotbart und Odile den Ballsaal, während Odettes weißer Geist in der Ferne erscheint. Siegfried läuft verzweifelt zum See.

### 4. Akt
(Originalversion)

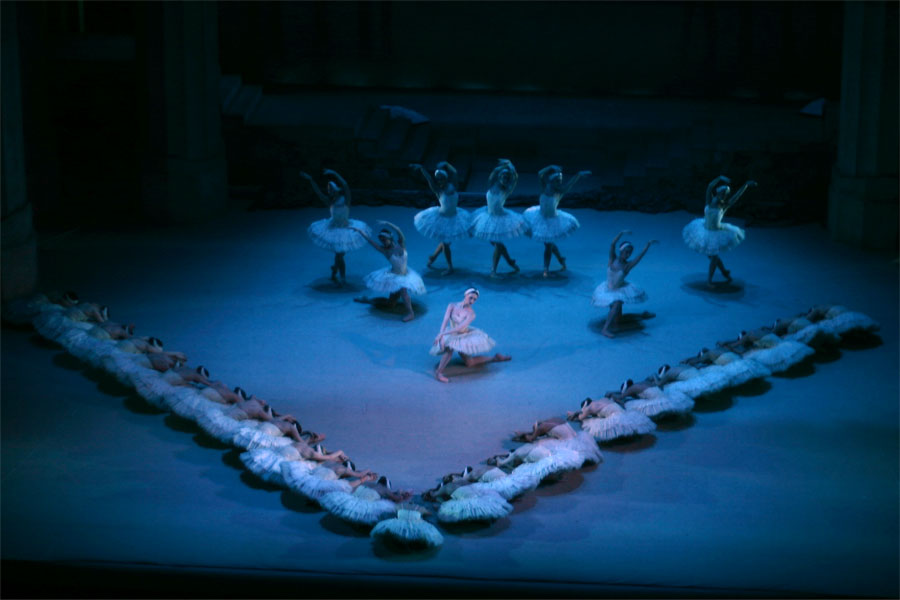
Szene aus dem 4. Akt: Odette inmitten der Schwäne

Am See warten die Schwäne auf die Rückkehr ihrer Prinzessin. Diese erscheint verzweifelt und berichtet, was sich zugetragen hat. Der Prinz erreicht den See und bittet Odette um Verzeihung, sie vergibt ihm, aber ihr beider Schicksal ist besiegelt. Siegfried, der für immer mit ihr vereint sein möchte, nimmt ihr die schützende Krone vom Haupt, und unter den Klängen eines von Rotbart entfesselten gewaltigen Unwetters versinken die beiden in den Fluten des Sees. Am Ende beruhigt sich alles, und ein Schwarm weißer Schwäne erscheint am Horizont.
Hier gibt es mehrere andere Varianten, abhängig von der Inszenierung, z. B.:
- Eine große, von Rotbart geschickte Welle droht Siegfried zu ertränken. Odette stürzt sich in die Flut, um Siegfried zu retten.
- Siegfried besiegt Rotbart und die Liebenden sind gerettet.
- In anderen Fassungen stirbt einer von beiden (Siegfried oder Odette), oder beide leben glücklich bis an ihr Lebensende.

## Instrumentation
Romantisches Orchester: 3 Flöten (3. Piccolo), 2 Oboen, 2 Klarinetten in A, B und C, 2 Fagotte, 4 Hörner in F, 2 Kornette in A und B, 2 Trompeten in F, D und E, 3 Posaunen (3. Bass), Tuba, Pauken, Schlagwerk (kleine Trommel, Becken, große Trommel, Triangel, Tamburin, Kastagnetten, Tamtam, Glockenspiel, Röhrenglocken), Harfe, Streicher.
Die Musik enthält Probespielstellen für Flöte, Harfe, Trompete, Violine und Cello.

## Geschichte

### Entstehung und Uraufführung

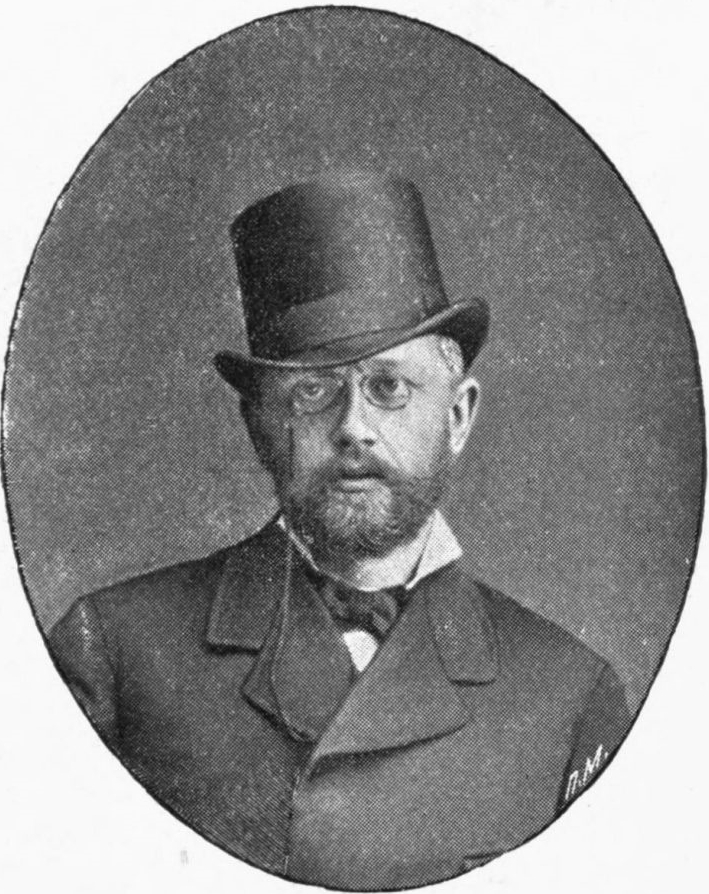
Tschaikowsky 1877

Tschaikowsky hatte bereits 1871 ein kleines Ballett names Schwanensee rein zum Vergnügen für die Kinder seiner Schwester Alexandra und für private häusliche Vorstellungen komponiert. Das berühmte Hauptthema der Schwäne, das ein Leitmotiv des späteren Ballettes werden sollte, kam laut Aussage seines Neffen Yuri bereits in diesem Vorgänger-Ballett für Kinder vor.
Den Auftrag für sein erstes großes Ballett erhielt er 1875 durch Vladimir Begichev, den Manager des Moskauer Bolschoi-Theaters. Dieses konnte sich damals bezüglich des Orchesters und der Ballettkompanie zwar nicht mit dem hohen Niveau des kaiserlichen Theaters und Ballettes in Sankt Petersburg messen, aber Tschaikowsky war trotzdem sehr enthusiastisch über den Auftrag und begann bald mit der Komposition. Im Sommer 1875 hatte er bereits 2 Akte fertig; die Orchestrierung beendete er im April 1876, kurz nach Beginn der Proben. Zwei Nummern übernahm Tschaikowsky aus eigenen älteren Werken:
- Der Pas d’action (Andante non troppo, Ges-Dur, Nr. 13,V) zwischen Odette und Siegfried im 2. Akt geht auf ein Duett aus seiner nicht vollendeten Oper Undine von 1869 zurück.[11]
- Die Entr’acte (Nr. 25) vor dem letzten Akt übernahm er von seiner Oper Der Voevode op. 3 von 1867/68.[11]

Über Tschaikowskys Zusammenarbeit mit dem Moskauer Choreografen Wenzel Julius Reisinger, der ihm normalerweise vorher seine Vorstellungen über Charakter und Länge der Tänze und anderer (pantomimischer) Passagen mitteilen musste, ist nichts genaues bekannt. Für die weibliche Hauptrolle der Odette/Odile war ursprünglich die Primaballerina Anna Sobechshanskaya vorgesehen, die jedoch in den ersten Aufführungen aus unbekannten Gründen (vielleicht aufgrund von Intrigen) nicht auftrat.
Seine Uraufführung erlebte Schwanensee am 20. Februarjul. / 4. März 1877greg. im Moskauer Bolschoi-Theater in Reisingers Inszenierung mit der Primaballerina Pelagaja Karpakowa und mit Victor Gillert als Prinz Siegfried.
Zwei Tänze komponierte Tschaikowsky nachträglich für die Figur der Odile im 3. Akt, die bis dahin noch keine größere Solonummer hatte (falls sie nicht im Pas de six für die Bräute auftrat! ); diese beiden Nummern erschienen daher nicht in dem kurz darauf veröffentlichten Klavierauszug.

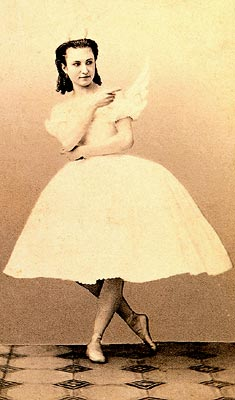
Anna Sobechshanskaya als Odette im Bolschoi-Theater

- Das erste dieser Stücke ist ein Russischer Tanz (Danse russe) mit einem virtuosen Part für Solo-Violine, der auf Wunsch der Karpakova in letzter Minute für die Premiere entstand.[14][15]
- Für die ursprünglich vorgesehene Primaballerina Anna Sobechshanskaya, die zum ersten Mal am 8. Mai (O.S. 26th April) 1877 die Hauptrolle tanzte, komponierte Tschaikowsky einen Pas de deux für Odile und Siegfried nach. Die Choreografie hatte sich die Tänzerin extra von Marius Petipa in Sankt Petersburg besorgt – ursprünglich zu einer Musik von Minkus, mit der Tschaikowsky jedoch nicht einverstanden war.[16] Von diesem Pas de deux ist nur die 2. Variation in Tschaikowskys Original-Instrumentierung erhalten, der Rest wurde später auf der Grundlage der beiden Stimmen für die Violin-Repetitoren von Vissarion Shebalin rekonstruiert.[15][17] Das Stück wurde später vergessen und tauchte erst 1953 wieder auf; es wurde später von George Balanchine choreografiert und als „Tschaikovsky Pas de deux“ in New York aufgeführt (UA am 29. März 1960).[16]

Das Ballett war zunächst kein besonderer Erfolg, allgemein wird dafür die relativ mangelhafte Produktion verantwortlich gemacht, Reisingers Choreografie wurde als „einfallslos“ empfunden (“unimaginative”). Allerdings wurde auch Tschaikowskys Musik kritisiert, man fand sie für ein Ballett „zu symphonisch“, „zu lärmend“, ja sogar „zu wagnerianisch“. Der letztere Vorwurf ist stilistisch völlig absurd, zumal Tschaikowsky Wagners Musik nicht ausstehen konnte. Zumindest die Einstufung als symphonisch ist jedoch durchaus richtig, wenn man Tschaikowskys recht dicht gearbeitete und orchestrierte Musik mit der eher durchsichtigen, betont rhythmischen und grazilen Musik der Petersburger Ballettkomponisten Cesare Pugni und Minkus vergleicht.
Trotz seines angeblichen „Misserfolges“ blieb das Ballett sechs Jahre (bis 1883) im Moskauer Repertoire und kam dabei immerhin auf 41 Vorstellungen, allerdings in immer wieder veränderter Form. Dabei wurden – wie damals allgemein üblich (!) – manche Stellen in der Musik einfach gestrichen und durch Nummern anderer Komponisten ersetzt (Tschaikowsky hat sich später offenbar nicht mehr gegen solche Eingriffe gewehrt). Nikolai D. Kaschkin, Musikkritiker und Leiter des Konservatoriums in Moskau, schrieb in seinen Memoiren von 1896:

„Der Ersatz der ursprünglichen Nummern durch eingeschobene wurde in immer höherem Grade praktiziert, und schließlich war fast ein ganzes Drittel der Musik von Schwanensee durch Einschübe aus anderen Balletten ersetzt, zudem meist nur durchschnittlichen.“

Doch den eigentlichen Todesstoß erhielt die Urfassung von Schwanensee durch eine Theaterreform des 1881 eingesetzten neuen Direktors der kaiserlichen Theater, Iwan Wsewoloschski. Dem Bolschoi-Theater in Moskau wurde dabei die finanzielle Unterstützung drastisch gekürzt. Es wurde Personal entlassen und 20 Tänzer des Balletts wurden nach Sankt Petersburg „überführt“.  Unter diesen ungünstigen Umständen wurde Schwanensee zusammen mit einigen anderen Werken 1883 vom Spielplan genommen.

### Version von Petipa und Iwanow 1895

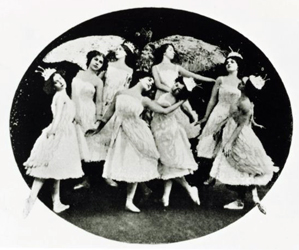
Olga Preobrajenska (?) und andere „Schwäne“ bei der Aufführung am Mariinski-Theater 1895

Der erwähnte Theaterdirektor Iwan Wsewoloschski bekundete nur wenige Jahre später Interesse an einer Wiederaufführung von Schwanensee in Sankt Petersburg (zumindest in Teilen). Bis es so weit war, war der mittlerweile berühmte Tschaikowsky schon verstorben. Zu Ehren des Komponisten wurde am 17. und 22. Februar 1894 ein Gedenkkonzert im Mariinski-Theater veranstaltet, bei dem das Petersburger Publikum neben Auszügen aus Tschaikowskys Jungfrau von Orléans, Romeo und Julia und der Krönungskantate auch zum ersten Mal die zweite Szene aus Schwanensee zu sehen bekam, in einer neuen Choreografie von Lew Iwanow und mit der bedeutenden Primaballerina Pierina Legnani als Odette.
Das gesamte Ballett in einer Überarbeitung von Marius Petipa und Lew Iwanow wurde am 17. Februar/15. Januar 1895 am Mariinski-Theater in Sankt Petersburg aufgeführt.
Es tanzten neben Pierina Legnani als Odette/Odile: Pavel Gerdt als Prinz Siegfried, Alexei Bulgakov als Böser Geist/Von Rothbart und in diversen Nebenrollen auch Georgy Kyaksht, Olga Preobrazhenskaya, Alexander Shiryaev, Petipas Tochter Marie Petipa, Alfred Bekefi und Anna Johansson.
Für diese Revision hatte Tschaikowskis Bruder Modest das Libretto grundlegend überarbeitet. Die neue Choreografie teilten sich Petipa und Iwanow folgendermaßen:
- Petipa: Akt 1, Szene 1 und Akt 2 (urspr. Akt 1 und Akt 3);
- Iwanow: die Schwanenszenen in Akt 1, Szene 2 und Akt 3 (urspr. Akt 2 und Akt 4);
- Im Divertissement von Akt 2 kreierte Petipa nur den Spanischen Tanz und die Mazurka, den Neapolitanischen Tanz und den Czardas überließ er Iwanow.[21]

Die Partitur wurde von Riccardo Drigo revidiert, der vor allem einige Klavierstücke von Tschaikowsky orchestrierte, und zwar:
- Op. 72, No. 12 L’Espiègle („der Schelm“): wurde zur Variation der Verführerin Odile im Grand Pas de deux in Akt 2 (heute auch als „Pas de Deux des Schwarzen Schwans“ bekannt).[23] Die übrigen Teile dieses Pas de deux stammen ursprünglich aus Akt 1,1; das Ende des Grand Adagio wurde von Drigo umgeschrieben.[24]
- Op. 72, Nr. 11 Valse Bluette: wurde zum Walzer der weißen und schwarzen Schwäne (Valse des cygnes blanche et noir) zu Beginn von Akt 3.[23]
- Op. 72, Nr. 15 Un poco di Chopin: wurde zur nachfolgenden Scène dansante in Akt 3.[23]

Drigos Lösung, Klavierstücke von Tschaikowsky zu arrangieren und in die bestehende Partitur einzuschieben, war relativ sensibel und harmlos im Vergleich zu den sonst üblichen Gepflogenheiten der Zeit (in Russland bis weit ins 20. Jahrhundert), wo es völlig normal war, wenn andere Komponisten eine Ballettpartitur ergänzten (Extrembeispiele sind Le Corsaire, Don Quixote, La Esmeralda). In modernen Produktionen werden nicht unbedingt alle von Drigo orchestrierten Stücke verwendet (und auch andere Passagen können manchmal gekürzt oder umgestellt werden).
Die Revision von Petipa, Iwanow und Drigo soll zunächst ebenfalls nur ein mäßiger Erfolg gewesen sein, wurde aber besser aufgenommen als in Moskau. Pierina Legnanis virtuose Interpretation der weiblichen Hauptrolle wurde sehr bewundert. Die neue Fassung des Balletts beeinflusste die gesamte weitere Aufführungspraxis zutiefst.
Die Choreografie von Petipa und Iwanow wurde zwischen 1901 und 1907 in der damals noch ganz neuen Stepanow-Methode notiert; diese Tanzpartitur ist bis heute (Stand 2020) in der Sergejew-Sammlung der Harvard University erhalten, nachdem sie 1934 mit dem London-Emigranten Nikolai Sergejew in den Westen gelangte, der sie mit dem Vic-Wells-Ballett einstudierte.

## Spätere Produktionen

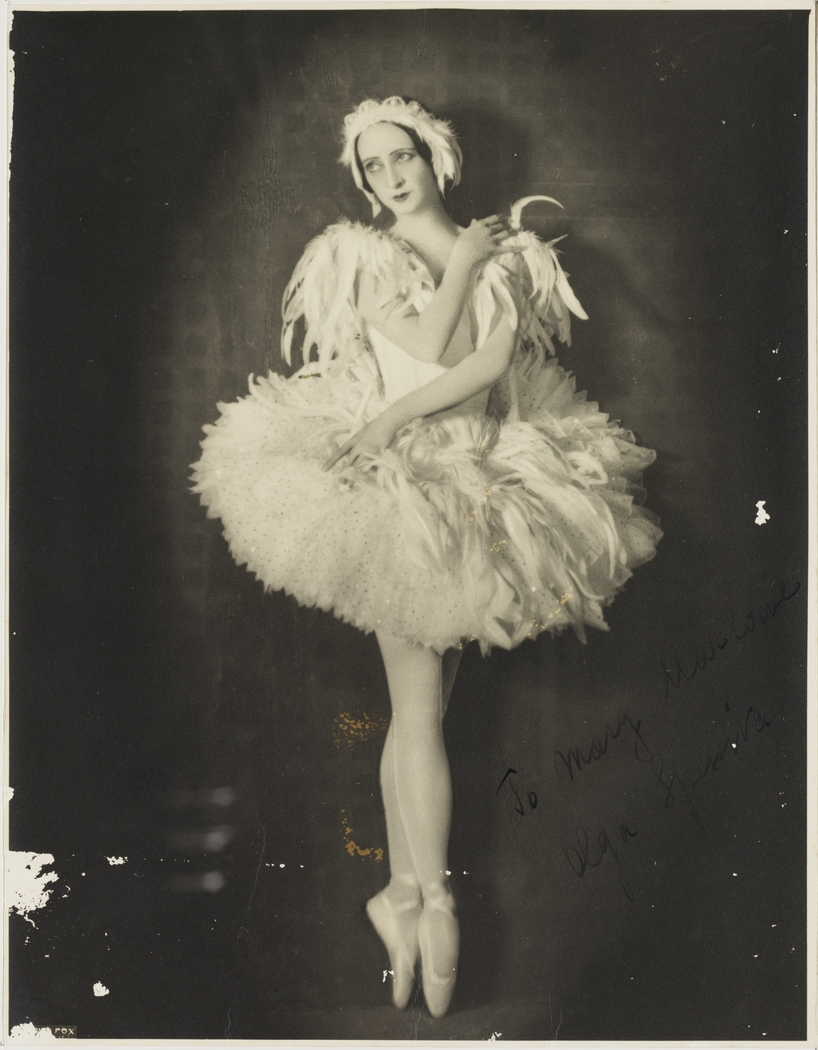
Olga Spessiwzewa als Odette in Schwanensee, 1934, Sydney

Wichtige Versionen des Balletts steuerten in Leningrad Agrippina Waganowa (1933), Fedor Lopuchow (1945) und Konstantin Sergejew (1950) bei, in Moskau Alexander Gorski (1901), Assaf Messerer (1937) und Juri Grigorowitsch (1969) sowie am Stanislawski- und Nemirowitsch-Dantschenko-Musiktheater Wladimir Burmeister (1953).
Außerhalb Russlands wurde zuerst der zweite Akt 1877 in Prag aufgeführt, das gesamte Ballett dann 1907 wiederum in Prag. Die deutsche Erstaufführung erfolgte 1938 in Dessau, die erste deutsche Nachkriegs-Produktion 1954 in Mannheim durch Lisa Kretschmar. Die erste deutsche Einstudierung in Anlehnung an die Petipa-Iwanow-Choreografie besorgte Waslaw Orlikowsky 1955 in Oberhausen. Die erste Aufführung des Kirow-Balletts im Westen musste bis 1969 warten.
Herausragende Geltung erlangten außerhalb Russlands unter anderem die Produktionen von George Balanchine (New York City Ballet, 1951), John Cranko (Stuttgart, 1963), Rudolf Nurejew (Staatsoper Wien, 1964), Erik Bruhn (National Ballet of Canada, 1967), Kenneth MacMillan (Deutsche Oper Berlin, 1969), Tom Schilling (Komische Oper Berlin, 1978) und Peter Wright (Sadler’s Wells Ballet, 1981).
Zu den bekanntesten Neuinterpretationen von Schwanensee gehört John Neumeiers Illusionen – wie Schwanensee, das 1976 in Hamburg uraufgeführt wurde.
Noch erfolgreicher war Matthew Bourne’s Swan Lake, in dem die Schwäne ausschließlich von Männern getanzt werden. Diese Choreografie wurde 1995 in London am Sadler’s Wells Theatre uraufgeführt. Sie feierte ebenso Erfolge bei Tourneen durch Europa, Nordamerika und Japan.
Dada Masilo ging in ihrer Inszenierung noch einen Schritt weiter und stellte das Stück als homosexuelle Komposition dar.
2016 choreographierte Alexei Ratmansky am Opernhaus Zürich und an der Mailänder Scala einen Schwanensee, der die Originalversion von Petipa und Iwanow von 1895 zu rekonstruieren versuchte, wie sie in der oben erwähnten in Stepanow-Notation erhaltenen Tanzpartitur in der Sergejew-Sammlung der Harvard University (Houghton Library) erhalten ist. Ratmansky setzte damit seine Rekonstruktionen von Balletten des 19. und frühen 20. Jahrhunderts fort. Balletttechnik und Stil waren damals anders; die Tänzer und Tänzerinnen mussten die alte Technik erst neu erlernen und auf die erlernten moderneren Standards verzichten. Es wurde damals mehr Wert auf Eleganz und Grazie und auf den schauspielerischen Aspekt gelegt. Eine manchmal etwas „einfachere“ Choreografie erklärt sich auch daraus, dass das Tempo teilweise höher war – umgekehrt zeigt dies, dass der spätere Wunsch nach immer komplexeren Choreografien einen durchaus problematischen Einfluss auf die musikalische Aufführungspraxis hatte, da die entsprechenden Bewegungen nur bei einem gedrosselten Tempo machbar sind, das nicht mehr den ursprünglichen Intentionen von Tschaikowsky (und Petipa/Iwanow) entspricht. Ratmansky arbeitete dabei auch die Unterschiede zwischen Petipas sehr genau festgelegter Choreographie in den Ballszenen (Akt 1 und 3) und Iwanows mehr fließenden Bewegungen in den Schwanenakten (Akt 2 und 4) heraus.

## Zu den Choreografien

### Berühmte Passagen
- Musikalisch besonders beeindruckend und bekannt ist das tragische Schwanenthema, das sich als Leitmotiv durch das Ballett zieht.
- Der Pas de deux von Odette und Siegfried im 2. Akt (bzw. Akt 1,2) ist sowohl musikalisch als auch tänzerisch eins der bedeutendsten Stücke seiner Art. Das exquisite Adagio mit Violine und Cello solo gehört zu den musikalisch berührendsten Stücken von Tschaikowsky und verlangt von beiden Tänzern, besonders aber von der Primaballerina, nicht nur technische Virtuosität, sondern vor allem ein Höchstmaß an Ausdrucksfähigkeit.
- Der Tanz der vier kleinen Schwäne (Danse des quatre cygnets; Allegro moderato) aus den Schwanentänzen des 2. Akts (bzw. Akt 1,2) in der Choreografie von Lew Iwanow ist mittlerweile weit über das ballettinteressierte Publikum hinaus bekannt und teilweise auch Gegenstand von Parodien.
- Der erst von Petipa, Iwanow und Drigo 1895 in dieser Form geschaffene Grand Pas de deux im 3. Akt (siehe oben), bei dem die falsche Odile Prinz Siegfried verführt, ist heute auch als Schwarzer Schwan-Pas de deux bekannt. Die Idee, dass Odile ein schwarzer Schwan wäre, stammt jedoch weder von Tschaikowsky noch von Petipa und Iwanow und wurde erst nach 1940 populär. Zuvor war Odile einfach nur eine Verführerin, die häufig in schillernde, aber nicht unbedingt schwarze Gewänder gekleidet war. Dies ist auch auf einem Foto mit Tamara Karsawina zu sehen.[24]

### Interpretation der Hauptrollen
Die Rollen von Odette und Odile werden meist von ein und derselben Tänzerin getanzt. Es ist eine der anspruchsvollsten und anstrengendsten Rollen des klassischen Balletts. Es werden nicht nur zwei völlig unterschiedliche Charaktere dargestellt, einerseits ein lyrischer, guter Charakter, andererseits ein dämonischer. Auch die Choreografie stellt höchste Ansprüche an die Tänzerin. Unter anderem verlangt die Rolle in einer der bekanntesten Szenen im 3. Akt zweiunddreißig Fouettés. Dieses Kunststück wurde in die Choreografie eingebaut, weil es die Spezialität von Pierina Legnani war, der ersten Prima Ballerina Assoluta des Mariinski-Theaters.
Nach Pierina Legnani tanzten unter anderem auch Anna Pawlowa, Tamara Karsawina, Maria Danilowa oder Margot Fonteyn berühmte Interpretationen der Rolle. Maja Plissezkajas schwanenähnliche Armbewegungen bleiben bis zum heutigen Tag in ihrer Darstellung unübertroffen. Zu Beginn des 21. Jahrhunderts ist eine der weltweit erfolgreichsten Primaballerinen in dieser Rolle die Russin Polina Semionowa, die Odette/Odile mit zahlreichen namhaften Partnern (in Berlin beispielsweise an der Seite von Wladimir Malachow) tanzt.
Auch die Rolle des Siegfried gilt als anspruchsvoll, dabei ist er wegen seiner Verführbarkeit nicht ohne Ambivalenz, Kohlhase nennt ihn daher „den unschuldig schuldigen Prinzen“ und John Cranko bringt das Problem folgendermaßen auf den Punkt: „Siegfried ist unwürdig, er bricht seinen Schwur, unwissentlich verwechselt er äußere Erscheinungen mit innerer Wirklichkeit“. Siegfried lässt sich in seiner Naivität trotz Odettes Warnungen von Odiles Verführungskünsten täuschen, doch als er den Betrug entdeckt, verwandelt sich seine Arglosigkeit in Entsetzen und Verzweiflung. Dabei fällt dem Darsteller des Siegfried die Aufgabe zu, „dass der Prinz zu einem lebenden Wesen gemacht“ wird, „der die Tragödie durchlebt (…).“ (Cranko).

## Komplettaufnahmen (Auswahl)
- 1954: Antal Doráti und das Minneapolis Symphony Orchestra
- 1959: Ernest Ansermet und das Orchestre de la Suisse Romande
- 1969: Gennady Rozhdestvensky und das Große Rundfunksinfonie-Orchester der UdSSR
- 1975: Richard Bonynge und das National Philharmonic Orchestra
- 1976: André Previn und das London Symphony Orchestra
- 1978: Seiji Ozawa und das Boston Symphony Orchestra
- 1982: John Lanchbery und das London Philharmonia Orchestra
- 1985: Wladimir Fedossejew und das Große Rundfunksinfonie-Orchester der UdSSR
- 1988: Jewgeni Swetlanow und das Staatliche Sinfonieorchester der UdSSR
- 1991: Charles Dutoit und das Orchestre symphonhique de Montréal
- 1991: Michael Tilson Thomas und das London Symphony Orchestra
- 1993: Wolfgang Sawallisch und das Philadelphia Orchestra
- 1994: Heiko Mathias Förster und die Brandenburger Symphoniker
- 1994: Maxim Fedotov und das Symphonieorchester des Mariinski Theaters
- 2001: Dmitry Yablonsky und das Russische Staatsorchester
- 2006: Waleri Gergijew und das Symphonieorchester des Mariinski Theaters
- 2009: Nicolae Moldoveanu und das Royal Philharmonic Orchestra
- 2009: Michail Pletnjow und das Russian National Orchestra
- 2013: Neeme Järvi und das Bergen Filharmoniske Orkester

## Film
- Zahlreiche Film- und Fernsehproduktionen präsentieren einzelne Abschnitte oder auch das gesamte Ballett. Besonders bekannt wurde Nurejews Wiener Version mit Margot Fonteyn, siehe Schwanensee (1966).
- Im Film Black Swan von Darren Aronofsky mit Natalie Portman als Odette/Odile wird das Werk als Basis für den Film verwendet.
- Im Film Billy Elliot – I Will Dance wird in zwei zentralen Szenen auf Schwanensee rekurriert.
- Im Animationsfilm Barbie in Schwanensee von 2003 werden sowohl die Geschichte als auch Musik und Tanz charakterisiert.
- Die Animationsfilme Schwanensee von 1981 und Die Schwanenprinzessin von 1994 beruhen beide lose auf dem Ballett Schwanensee.

## Sonstiges

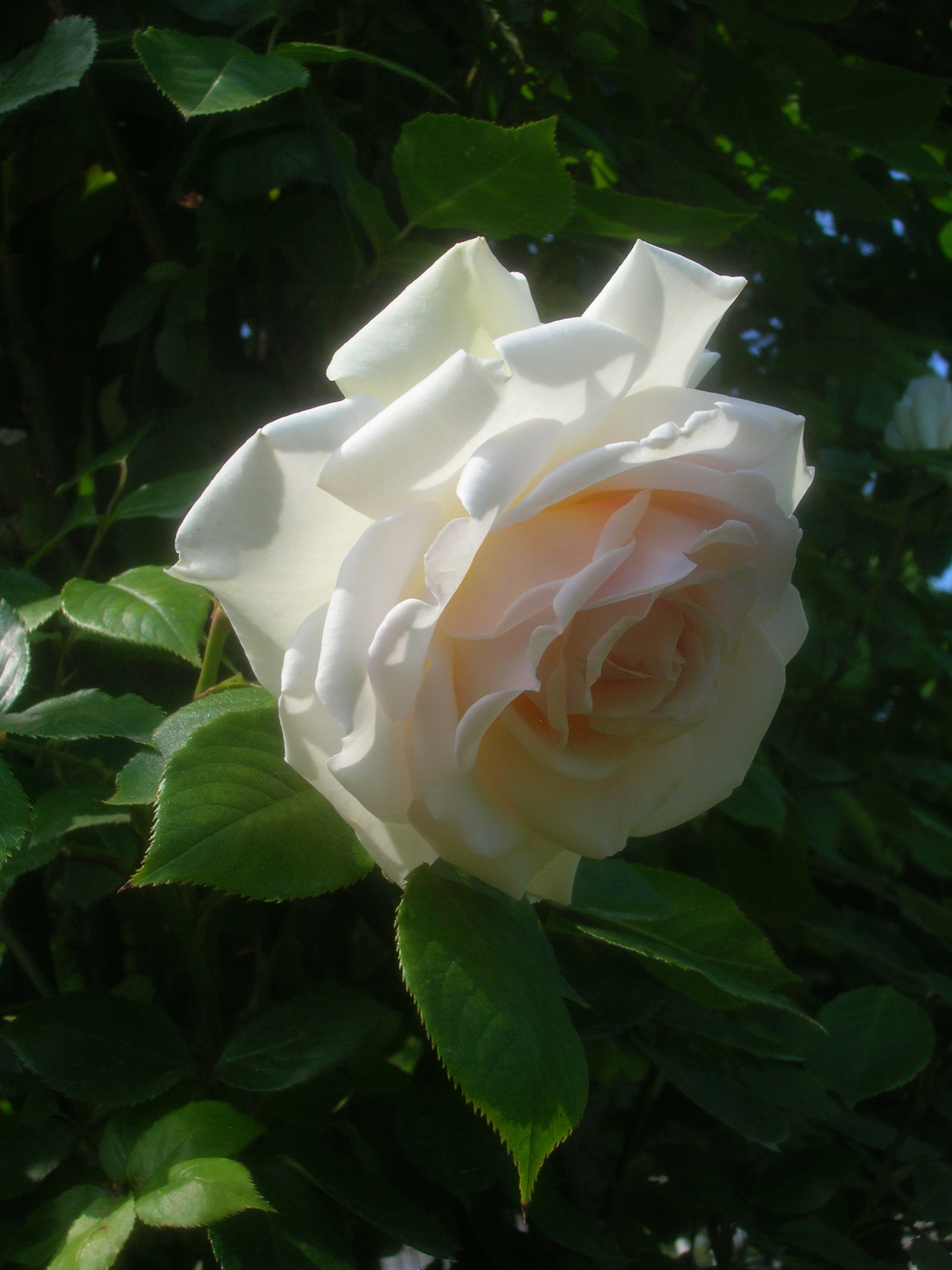
Die Kletterrose „Schwanensee“, McGredy 1968

1968 führte der Rosenzüchter Samuel Darragh McGredy eine dicht gefüllte, weiße Kletterrose unter dem Namen „Schwanensee“ ein.
Während des Bestehens der Sowjetunion sendete das sowjetische Staatsfernsehen bei vier Ereignissen Schwanensee-Aufführungen: Dreimal aus Anlass des Todes eines Sowjetführers (im Jahr 1982 beim Tod von Leonid Breschnew, mit dem Tod von Juri Andropow im Jahr 1984 und im Jahr 1985 mit der Bekanntgabe des Todes von Konstantin Tschernenko). Die vierte Sendung von Schwanensee während der Zeit der Sowjetunion geschah im Jahr 1991 beim Augustputsch.
Zum 100. Todestag von Tschaikowski im Jahr 1993 gab die Deutsche Bundespost eine Sonderbriefmarke mit einer Szene aus dem Ballett heraus.
Als der russische Nachrichtensender Doschd vor dem Hintergrund der russischen Invasion in der Ukraine im Jahr 2022 aufgrund von Zensurgesetzen geschlossen werden musste, entschied sich der Sender, seine letzte Nachrichtensendung mit Schwanensee zu beenden.